# حركة اليعاقبة

تمثيل للعلم اليعقوبي من سنة 1745

حركة اليعاقبة (Jacobitism) نسبة إلى جيمس (بالعربية: يعقوب) كانت حركة سياسية في بريطانيا العظمى وأيرلندا تهدف إلى إرجاع الملك الكاثوليكي المخلوع جيمس الثاني من أسرة ستيوارت وورثته إلى عرش إنجلترا واسكتلندا وأيرلندا. تمردت أتباعه ضد الحكومة البريطانية في عدة مناسبات بين 1688 و1746.
بعد أن تم خلع جيمس الثاني وتنصيب ابنته البروتستانتية ماري الثانية، التي حكمت مع زوجها ويليام الثالث، عاشت أسرة ستيوارت في المنفى، محاولة في بعض الأحيان استعادة العرش. كانت معاقل اليعاقبة في أجزاء من المرتفعات الاسكتلندية والأراضي المنخفضة شمال شرق أسكتلندا، وإيرلندا، وأجزاء من شمال إنجلترا (معظمها في مقاطعات لانكشر ونورثمبرلاند). وجدت دعمًا كبيرًا أيضا في ويلز وجنوب غرب إنجلترا.
كان اليعاقبة يعتقدون أن تدخل البرلمان في خط خلافة العرش الإنكليزي والإسكتلندي غير قانوني. كان يأمل الكاثوليك أيضاً أن تنهي أسرة ستيوارت حالة الاضطهاد التي تعرضوا لها بسبب مذهبهم. في أسكتلندا أصبحت القضية اليعقوبة متشابكة مع الأنفاس الأخيرة لنظام العشائر، والذي انتهى بمعركة كولودين سنة 1745 وانتهت معه القضية اليعقوبية. كانت هذه المعركة آخر معركة على الأراضي الاسكتلندا.
شعار اليعاقبة هو الأربة البيضاء. يوم الوردة البيضاء يحتفل به في 10 يونيو من كل سنة، وهو ذكرى ولادة جيمس فرانسيس إدوارد ستيوارت في 1688.
ابتدعت الثورة مفهوم العقد بين الملك والرعية؛ وفي حال خرق العقد، يُعمد إلى خلع الملك أو الملكة. طرح اليعاقبة فكرة أن الملوك ينصّبهم الربّ، أو ما يُعرف باسم حق الملوك الإلهي، وهكذا فإنه لا يمكن تنحيتهم، وهو ما يُفضي إلى عدم شرعية نظام ما بعد العام 1688. رغم أن هذا هو الاختلاف الأكثر تماسُكًا، فقد كانت حركة اليعاقبة ذاتُها خليطًا مركبًا من الأفكار، والتي لقي بعضها معارضةً حتى مِن آل ستيوارت أنفسهم؛ في أيرلندا، تبنّت حركة اليعاقبة التسامحَ مع الكاثوليكية، وهو ما أيده جيمس، ولكنها أيضًا نادت بالحكم الذاتي لأيرلندا والتراجع عن تسوية الأراضي التي تمّت في القرن السابع عشر، وهذا ما  عارضه جيمس. في العام 1745، اتخذت معارضة الأسكتلنديين اليعاقبة لقانوني الاتحاد للعام 1707 والحق الإلهي اتخذت صفة مركزية في الصراعات الداخلية التي أنهت الحركة برمّتها باعتبارها حركة مُجدية.
خارج أيرلندا، بلغت حركة اليعاقبة أوج قوّتها في مرتفعات اسكتلندا الغربية، وبيرثشاير، وأبردينشاير، ومناطق من إنجلترا الشمالية التي تضمّ نسبًا عاليةَ من الكاثوليك، مثل غرب لانكشر، ونورثمبرلاند، ومقاطعة درم. كما وُجد متعاطفون مع الحركة في أجزاء من ويلز، وفي ميدلاند الغربية، وجنوب غرب إنجلترا، في انتشار متداخلٍ نسبيًا مع معاقل أنصار الملكية في حقبة الحرب الأهلية. كانت الحركة ذا طابع دولي. دعمت عدة قوى أوروبية حركة اليعاقبة بوصفها جزءًا من صراعات أشمل، وتبعًا لذلك انخرط العديد من اليعاقبة المنفيين في الجيوش الأجنبية.
إضافةً إلى الحرب الوليمية في أيرلندا بين 1689–1691 وانتفاضة اليعاقبة المشتعلة في اسكتلندا في نفس الوقت، نشبت ثورات مفتوحة في اسكتلندا وإنجلترا في الأعوام 1715، و1719، وبين 1745 و1746؛ ومحاولات غزو مدعومة من فرنسا في عامي 1708 و1744 باءت بالفشل؛ كما العديد من المؤامرات التي لم تنجح. رغم خلق انتفاضة العام 1745 أزمة خطيرة واجهت الدولة البريطانية لفترة وجيزة، ونجم عنها سحب القوات البريطانية من أوروبا القارية، فإن انهيار الانتفاضة وسحب الدعم الفرنسي عام 1748 أنهى حركة اليعاقبة بوصفها حركة سياسية ذات شأن.
المسلسل التلفزيوني دخيلة تقع أحداثه خلال معارك محورية في الانتفاضة اليعقوبية.

## الخلفية السياسية
ظهرت أيديولوجية اليعقابة مرتبطة بجيمس السادس والأول، أول ملك على إنجلترا، واسكتلندا، وأيرلندا في العام 1603. انطلقت الحركة من أساس الحق الإلهي، والذي بمقتضاه يكون منصب الملك وسلطته من مصدر إلهيّ، وأن واجب الرعاية هو تقديم الطاعة. نظرًا لطبيعة الحكم الشخصي للملك انتفت الحاجة إلى البرلمانات، وتطلّب وجود اتحاد سياسي وديني، وهذه مفاهيم لم تكن تحظى بشعبية واسعة في الممالك الثلاث المذكورة.
علاوة على ما تقدّم، فقد تعارض «الحق الإلهي» مع الولاء الكاثوليكي الواجب تقديمه للبابا ومع البروتستانت، إذ دافع الطرفان عن وجود سلطة فوق الملك. يُذكر أن المعتقدَين اللذين سادا في القرن السابع عشر بخصوص «الدين الصحيح» و«الحكومة الصالحة» لهما معنى واحد يتمثل في تداخل الخلافات بين مجال الدين والحكومة؛ وأدى الإيمان بالمليارية والاعتقاد باقتراب حدوث المجيء الثاني للمسيح لدى العديد من البروتستانت إلى اعتبار تلك القضايا ملحّة وواقعية.
بهدف تحقيق الاتحاد، شرع جيمس في تعميم طقوس موحّدة في كنائس إنجلترا، واسكتلندا، وأيرلندا. تواصل هذا بعد العام 1625 في عهد تشارلز الأول، ولكن نجم عن فرض الطقوس اللودية على كنيسة إنجلترا، والحكم بدون وجود برلمان نجم عنه أزمة سياسية. تسبب تطبيق تدابير مماثلة في اسكتلندا في نشوب حروب الأساقفة بين عامي 1639 و1640، وتنصيب حكومة متعاهدين.
مثّل التمرد الأيرلندي لعام 1641، والذي أدارته مجموعة صغيرة من النبلاء الكاثوليك، مثّل انفجارَ تراكم مظالمَ عدّة مثل مصادرة الأراضي، وفقدان النفوذ السياسي، والإجراءات المعادية للكاثوليكية، والتدهور الاقتصادي. أُريد للانقلاب أن يكون أبيض، ولكن سرعان ما فقد قادته السيطرة على زمام الأمور، مما أدى إلى ارتكاب فظائع من الطرفين. في مايو، انتشر جيش حكومة المتعاهدين في أولستر دعمًا للمستوطنين الأسكتلنديين؛ في حين رفض البرلمان الإنجليزي تمويل جيش مقابل، مغبّة استخدام تشارلز ذلك الجيش ضدهم، واندلعت الحرب الأهلية الإنجليزية الأولى في أغسطس.
في العام 1642، أعلن الحلف الأيرلندي الكاثوليكي الذي يمثل المتمردين الأيرلنديين ولاءه لتشارلز، لكن لم يُعتبر آل ستيوارت حلفاء مخلصين، لأن التنازلات التي قدموها في أيرلندا قد أفقدتهم الدعم البروتستانتي في الممالك الثلاث. علاوة على ذلك، أدى قانون المتمردين، الذي وافق عليه تشارلز في مارس 1642، أدى إلى تمويل إخماد التمرد عبر مصادرة الأراضي من الأيرلنديين الكاثوليك، والتي كانت بغالبها ملكًا لأعضاء في الحلف الأيرلندي الكاثوليكي.
برز جرّاء ذلك منافسة بين ثلاثة أطراف، هي الحلف الأيرلندي الكاثوليكي، والقوات الملكية بإمرة دوق أورموند البروتستانتي، وجيش بإمرة حكومة المتعاهدين في أولستر. كان جيش حكومة المتعاهدين على خلاف متزايد مع الحكومة الإنجليزية؛ بعد إعدام تشارلز في يناير 1649، جمع أورموند تلك الفصائل لمواجهة احتلال كرومويل لأيرلندا بين 1649 و1652.
تخلّى تشارلز الثاني عن التحالف مع الحلف الأيرلندي الكاثوليكي، مقابل الدعم الإسكتلندي في الحرب الأهلية الإنجليزية الثالثة، ونُفي أورموند في العام 1650. أدت الهزيمة في العام 1652 إلى مصادرة جماعية لأراضي الكاثوليك وأنصار الملكية، وإعادة توزيعها على الإنجليز من جنود البرلمان والمستوطنين البروتستانت. دُمجت الممالك الثلاث في الكومنولث الإنجليزي، واستعادت كلّ منها وضعها المستقل على إثر عودة الملكية في العام 1660.
في عهد تشارلز طغت السياسات التوسعية للويس الرابع عشر ملك فرنسا، والتي اعتُبرت تهديدًا لأوروبا البروتستانتية. عند إعلان أخي تشارلز وخليفته جيمس عن تحوله إلى الكاثوليكية في العام 1677، حدثت محاولة لاستبعاده عن العرش الإنجليزي. رغم ذلك، أصبح ملكًا في فبراير من العام 1685 بقاعدة أنصار عريضة ممتدة في كلّ مِن إنجلترا واسكتلندا. نُظر إلى الأمر باعتبار أن وجود ملك كاثوليكي على العرش أفضل من استبعاد «الوريث الطبيعي»، وسرعان ما قُمعت انتفاضة المتمردين البروتستانت. لم تدم تلك الحالة طويلًا؛ إذ كان جيمس في الـ52 من عمره، ولم يُنجب أطفالًا حتى بعد 11 عامًا من زواجه الثاني، وكانت ابنته البروتستانتية ماري الوريثة الطبيعية.
اكتسب جيمس شعبية في أوساط الأيرلنديين الكاثوليك بسبب دينه، خصوصًا أن أوضاعهم لم تتحسن عهد شقيقه. بحلول العام 1685، انخفضت ملكية أراضي الكاثوليك إلى 22%، مقابل نسبة 90% التي كانت عليها في العام 1600، وبعد العام 1673، أدت سلسلة من القوانين إلى حرمانهم من حق امتلاك وحمل الأسلحة أو تولي المناصب العامة. عُيّن ريتشارد تالبوت الكاثوليكي إيرل تيركونيل الأول نائبًا عن لوردية أيرلندا في العام 1687، وشرع في بناء مؤسسة كاثوليكية قابلة للدوام بعد وفاة جيمس. انطلاقًا من خوفه من قِصر فترة الحكم، تحرك تيركونيل بسرعة أدت إلى زعزعة استقرار الممالك الثلاث.
حلّ جيمس البرلمانين الإنجليزي والإسكتلندي عند رفضهما إقرار إجراءاته المتعلقة بالتسامح الديني، والتي أنفذها من خلال امتياز التاج الملكي. بفعله هذا خاطر جيمس بإعادة إشعال الخلافات الدينية، ومكافأة أولئك الذين تمرّدوا في العام 1685، وإضعاف قاعدة أنصاره شخصيًا. وتجاهلت تلك الإجراءات أثر مرسوم فونتينبلو، الذي ألغى التسامح مع الفرنسيين البروتستانت وأفضى إلى أزمة لاجئين بلغ عددهم 400,000، استقر 40,000 منهم في لندن.